# Tiếng Chuuk
Tiếng Chuuk (hay tiếng Truk) là ngôn ngữ chủ yếu được sử dụng tại đảo Chuuk thuộc quần đảo Caroline tại Liên bang Micronesia. Có một số người tại Pohnpei và Guam cũng sử dụng ngôn ngữ này. Có khoảng 45.000 người nói ngôn ngữ này với vai trò là ngôn ngữ thứ nhất hay thứ hai.
Tiếng Chuuk là thành viên trong nhóm ngôn ngữ Truk của nhóm ngôn ngữ Micronesia thuộc ngữ hệ Nam Đảo.